# Digastrium
Digastrium és un gènere de plantes de la família de les poàcies, ordre de les poals, subclasse de les commelínides, classe de les liliòpsides, divisió dels magnoliofitins.
De vegades s'inclou al gènere Ischaemum.

## Taxonomia
- D. baileyi (C.E. Hubb.) Pilg.
- D. fragile (R. Br.) A. Camus